# Profit-Partner
Profit-Partner — официальный центр обслуживания партнеров рекламной сети Яндекса(ЦОП РСЯ). Компания была основана летом 2007 года и занималась оказанием услуг по размещению рекламных материалов от систем Яндекс.Директ и Яндекс.Маркет.

## Деятельность
Основной деятельностью компании являлось оказание круглосуточной поддержки веб-мастеров, размещающих материалы РСЯ на своих сайтах, а также предоставление услуг по хостингу, доменам и другой бонусный сервис. Вторым направлением являлось проведение консультаций и семинаров в сфере интернет-технологий и веб-дизайна.
Ежегодно проводились благотворительные акции в помощь детям.

## История
2007 год
- Открытие ЦОП Рекламной сети Яндекса Profit-Projects (изначальное название).

2008 год
- Покупка ЦОП РСЯ Admeans (сейчас продажа трафик) и приобретение прав на издательство журнала для веб-мастеров “Терминал.ру” [4]
- Участие в IT конференции СПИК-08
- Проведение первого выездного мероприятия для партнеров компании[5]

2009 год
- Мероприятия для партнеров, приуроченные к дню рождения компании[6]
- Переименование компании в Profit-Partner
- Проведение онлайн-семинара «Монетизация сайта: ловкость рук и никакого мошенничества» .

2010 год
- Участие в IT конференции СПИК-10, ведение секции о партнерских программах[7]
- Организация популярного мероприятия для участников IT отрасли – SNYP-2010[8]

2011 год
- Начало ведения регулярного блога с набором статей на тему увеличения конверсии с web-ресурсов
- Участие в IT конференции СПИК-11, ведение секции о способах монетизации интернет-проектов[9]

2012 год
- Участие в IT конференции СПИК-12, лекция «Зависимость финансовых изменений от тематики баннерной рекламы»[10]
- Проведение онлайн-семинаров «Успешное продвижение сайта в поисковых системах», «Повышение суммарного бида», «Web-аналитика Яндекс.Директа».

Организация популярного мероприятия для участников IT отрасли – SNYP-2013
2013 год
- Проведение онлайн-семинара «Повышение лояльности пользователей к веб-сайту» и внесение нескольких статей в блог
- Организация рекламных акций весной и осенью 2013 года
- Участие в IT конференции СПИК-13, курирование секции «Монетизация сайтов и мобильных приложений». Гудырев Антон выступил с докладом на тему «Доход в РСЯ - повышение, приемы, статистика»[11]

2014 год
- 23 июня 2014 год Яндекс объявил в одностороннем порядке о прекращении работы с партнерами через ЦОПы. 31 августа ЦОП Profit-Partner закончил свою работу.

## Информация
- Компания номинировалась на премию Рунета 2007 года в категории «Бизнес-проекты»
- Занимает 74 место по Рунету в рейтинге Alexa [12]
- Ведет блог на популярном IT-портале Хабрахабр [13] и на собственном сайте, со статьями на тему монетизации интернет-ресурсов в сегменте контекстной рекламы и совершенствования конвертации
- Специалисты компании выступают экспертами и жюри в тематических мероприятиях по SEO и PR в сети.[14]